# شفيق عبد الخالق
شفيق عبد الخالق هو شاعر مهجري لبناني في البرازيل. وهو من مؤسسي جمعية «عصبة الأدب العربي» في البرازيل. وينتمي لفرع البرازيل من الحزب السوري القومي الاجتماعي.

## النشأة والمسيرة
ولد رفيق عبد الخالق في بلدة مجدل بعنا التابعة لقضاء عاليه في لبنان. تخرج من الجامعة الوطنية في عاليه في 1950. هاجر إلى البرازيل في اواخر سنة 1951 واختار سان باولو للاستقرار فيها. كتب الشعر منذ صغره وعملا تاجرا في الدكاكين ومتنقلا أيضا واهتم بالشعر والأدب والمطالعة. أسس مع نواف حردان وشعراء آخرين «عصبة الأدب العربي» في 1978 وهي جمعية أدبية تعنى بالأدب والشعر العربي. وساهمت الجريدة الأسبوعية «الأنباء» لنواف حردن في انضمام الكثير من أدباء وشعراء المهجر في البرازيل إلى الجمعية، فقد خصصت صفحة كاملة لنشر كتاباتهم وقصائدهم. ثم ترأس الجمعية في 1983 و1984.
يتميز شعره بالسلاسة ويدعو فيه إلى النهضة والثورة على المفاهيم التقليدية. ألف الأديب نعمان حرب ضمن سلسلة «قبسات من الادب المهجري» كتابا عنه درس فيه شعره ووضع فيه الكثير من قضائده. انتمى إلى الحزب القومي السوري الاجتماعي في البرازيل. نشر في العدد 16 في يناير - فبراير 1986 من مجلة «الثقافة» التابعة للحزب قصيدة «نشيد المغترب» وأصبح في 2011 واحدا من الأناشيد المعتمدة في الحزب ولحنه ووزعه موسيقيا المخرج التلفزيوني إيلي حبيب.

## الحياة الشخصية
هو شقيق الشاعر الشعبي نسيب عبد الخالق الذي أصدر ديوانا في الخمسينات. وهو متزوج من سعاد المصري وله بنت وولدان هم نازك وهي طبيبة أسنان متزوجة من الدكتور فادي عبد الخالق ورشيد وهو محامي وفوزي وهو مهندس.

## اُنظر أيضا
- شعراء المهجر
- قائمة أدباء المهجر اللبنانيين
- الحزب السوري القومي الاجتماعي